# 青春の記録
『青春の記録』（せいしゅんのきろく、朝: 청춘기록）は、2020年9月7日から10月27日までtvNで放送されていた大韓民国のテレビドラマである。日本では2021年現在Netflixのみで観ることができる。

## あらすじ
俳優になる夢を追い続けるモデルのサ・ヘジュン（パク・ボゴム）は、努力を続けるものの成功には程遠く、出演料の未払いで所属事務所とはトラブルになり、アルバイト生活を続ける厳しい毎日を送っていた。自分と同じ夢を持つ親友のヘヒョ（ピョン・ウソク）には差を付けられ、周囲からはヘヒョのおまけのような扱いを受けている。そんなヘジュンのもとに兵役通知が届き、現在26歳で兵役の期限も迫るヘジュンは夢と現実の狭間に立たされていた。ある時、ヘジュンとヘヒョは出演するファッションショーでメイクアシスタントのアン・ジョンハ（パク・ソダム）という同い年の女性と出会う。ジョンハがヘジュンのメイクを担当したことで3人は知り合い親しくなっていくが、実はジョンハはもともとヘジュンのファンで、ヘジュンが夢を追い頑張る姿が、同じく夢を追い続ける彼女の励みになっていた。

## 出演

### 主要人物
サ・ヘジュン
演 - パク・ボゴム、日本語吹替 - 河本啓佑
アルバイトをしながら俳優を目指しているモデル。幼い頃から兄ばかりが優遇され劣等感を抱え育ったが、自分にしかできない事をやろうと決め、俳優になるという夢だけは諦めずに頑張っている。しかし、なかなか結果が出ず26歳で兵役も迫られている。
アン・ジョンハ
演 - パク・ソダム、日本語吹替 - 松本沙羅
メイクアップアーティスト見習い。幼い頃から親の離婚に振り回され家族との関係に悩まされているが、自分を見失わず堅実に生きている。経済的な理由で一度は夢を諦め一流企業に就職するが、やはり諦めきれず転職しメイクの道に進む。ヘジュンのファンで、夢を追うヘジュンに励まされ努力を続けてきた。
ウォン・ヘヒョ
演 - ピョン・ウソク、日本語吹替 - 星野佑典
モデル・俳優として活躍する26歳。ヘジュンやジヌとは小学生時代からの親友で、2人とは違い裕福な家庭で育つ。ヘジュンよりも売れているが、影で親が根回しをしている。恵まれた環境にいるが自分の実力を認めてほしいと思っている。
キム・ジヌ
演 - クォン・スヒョン、日本語吹替 - 山崎健太郎
ヘジュン、ヘヒョの親友で、インターンとして働く26歳のカメラマン。義理堅くポジティブな性格。重労働を嫌い父と同じ大工の道には進まなかったが、カメラマンもそれなりに重労働である事を実感している。ヘヒョの妹ヘナと内緒で付き合っている。

### チャンポンエンターテインメント
イ・ミンジェ
演 - シン・ドンミ
ヘジュンのマネージャー兼所属事務所社長。ヘジュンと共に悪徳事務所から独立し芸能事務所チャンポンエンターテインメントを立ち上げ、ヘジュンを成功の道へと導いていく。

### ヘジュンの家族
ハン・エソク
演 - ハ・ヒラ、日本語吹替 - 長尾歩
ヘジュンの母親。ヘヒョの家の家政婦。自分は家族のために尽くして生きてきたが、息子のヘジュンには自由に生きてほしいと考えている。
サ・ヨンナム
演 - パク・スヨン、日本語吹替 - 原田晃
ヘジュンの父親。もともと勉強もでき優秀だったが、家族を養うために高校を中退し身を粉にして働いてきた。ヘジュンがモデルを始めたころは喜んでいたが、なかなか売れないことにしびれを切らし、早く夢を諦め入隊し安定した道に進んでほしいと考えている。
サ・ミンギ
演 - ハン・ジンヒ
ヘジュンの祖父でありヨンナムの父親。若いころからイケメンで芸能界に進むことを勧められ夢を追っていたが家族にも苦労をかけてきた。明るい性格で人間関係にも恵まれていたが、詐欺に遭い息子一家の居候に転落してしまう。夢を追うヘジュンの理解者。
サ・ギョンジュン
演 - イ・ジェウォン
ヘジュンの兄。名門ソウル大を出て銀行で働く優秀な長男だが、融通の利かない性格で実は仕事がうまくいっていない。弟ヘジュンよりも優遇され育ってきたが、自然と人から愛されるヘジュンに密かにコンプレックスを抱いている。

### ヘヒョの家族
キム・イヨン
演 - シン・エラ、日本語吹替 - 塙英子
ヘヒョの母親。大学の教授。ヘヒョをスターにするためには手段を選ばず人脈を使い過剰なバックアップを続けている。
ウォン・テギョン
演 - ソ・サンウォン
ヘヒョの父親。大学の理事長。
ウォン・ヘナ
演 - チョ・ユジョン、日本語吹替 - 三重野帆貴
ヘヒョの妹。ロースクールに通う学生で弁護士を目指している。ジヌと別れることを前提に交際をしていたが、次第に結婚を考えるようになる。

### 特別出演
ジョン・ジア：ソル・イナ
イ・ヒョンス：ソ・ヒョンジン
ソン・ミンス：パク・ソジュン
チン・ソウ：イ・ソンギョン
イ・ヘジ：イ・ヘリ (Girl's Day)
イ・ボラ：キム・ヘユン
ジェシカ：カン・ハンナ
通りすがりのイケメン役：チェ・スジョン

## OST

### 日本版
青春の記録 OST
【CD.1】
- 01. 青春の記録(Opening Title) /Janet Suhh
- 02. Go /スングァン（SEVENTEEN）
- 03. You're In My Soul /キム・チョンハ
- 04. 僕の時間は /ベクキョン（EXO）
- 05. そうやってあなたは私に輝く /フィイン（MAMAMOO）
- 06. What If /キム・ジェファン
- 07. Spotlight /BOBBY
- 08. Brave Enough /イ・ハイ
- 09. 君でいっぱい /J Rabbit
- 10. 私の心がそうだって /セジョン（gugudan）
- 11. 君はそれでもいい /Xani（サンヒ）
- 12. Open Door
- 13. Still Dreaming
- 14. Rebirth

【CD.2】
- 01. ヘジュンの部屋
- 02. 雨の日の記憶(ジョンハ Theme)
- 03. 気分の良い足取り
- 04. 昔から
- 05. 僕たち友達だから
- 06. 平凡(Original Sound Track)
- 07. 早い気づき
- 08. Grandpa Dancing
- 09. 笑って
- 10. 父と息子
- 11. 私はあなたじゃない
- 12. 家の前の路地
- 13. 家族という名前
- 14. チチポン
- 15. バンジージャンプ
- 16. 私を好きですか?
- 17. 一緒に歩く道
- 18. 僕は君の味方だよ
- 19. Cheer Up, Youth

## 視聴率
| Ep   | 放送日         | 平均視聴者シェア（ニールセンコリア） | 平均視聴者シェア（ニールセンコリア） | 参考          |
| Ep   | 放送日         | 全国                                 | ソウル                               | 参考          |
| ---- | -------------- | ------------------------------------ | ------------------------------------ | ------------- |
| 1    | 2020年9月7日   | 6.362％                              | 7.791％                              | [ 21 ]        |
| 2    | 2020年9月8日   | 6.802％                              | 8.217％                              | [ 22 ]        |
| 3    | 2020年9月14日  | 7.200％                              | 9.102％                              | [ 23 ]        |
| 4    | 2020年9月15日  | 7.823％                              | 9.626％                              | [ 24 ] [ 25 ] |
| 5    | 2020年9月21日  | 7.801％                              | 9.037％                              | [ 26 ] [ 27 ] |
| 6    | 2020年9月22日  | 6.995％                              | 8.409％                              | [ 28 ]        |
| 7    | 2020年9月28日  | 7.730％                              | 9.368％                              | [ 29 ]        |
| 8    | 2020年9月29日  | 7.734％                              | 9.225％                              | [ 30 ]        |
| 9    | 2020年10月5日  | 7.404％                              | 8.974％                              | [ 31 ]        |
| 10   | 2020年10月6日  | 8.238％                              | 10.063％                             | [ 32 ]        |
| 11   | 2020年10月12日 | 8.262％                              | 9.618％                              | [ 33 ]        |
| 12   | 2020年10月13日 | 7.798％                              | 9.439％                              | [ 34 ]        |
| 13   | 2020年10月19日 | 7.760％                              | 9.313％                              | [ 35 ]        |
| 14   | 2020年10月20日 | 7.772％                              | 9.617％                              | [ 36 ]        |
| 15   | 2020年10月26日 | 7.625％                              | 9.134％                              | [ 37 ]        |
| 16   | 2020年10月27日 | 8.740％                              | 10.728％                             | [ 38 ]        |
| 平均 | 平均           | 7.628％                              | 9.229％                              |               |

## 賞とノミネート

### ノミネート
- 2021年「第57回百想芸術大賞 TV部門最優秀脚本賞」（ハ・ミョンヒ）